# Gitara klasyczna

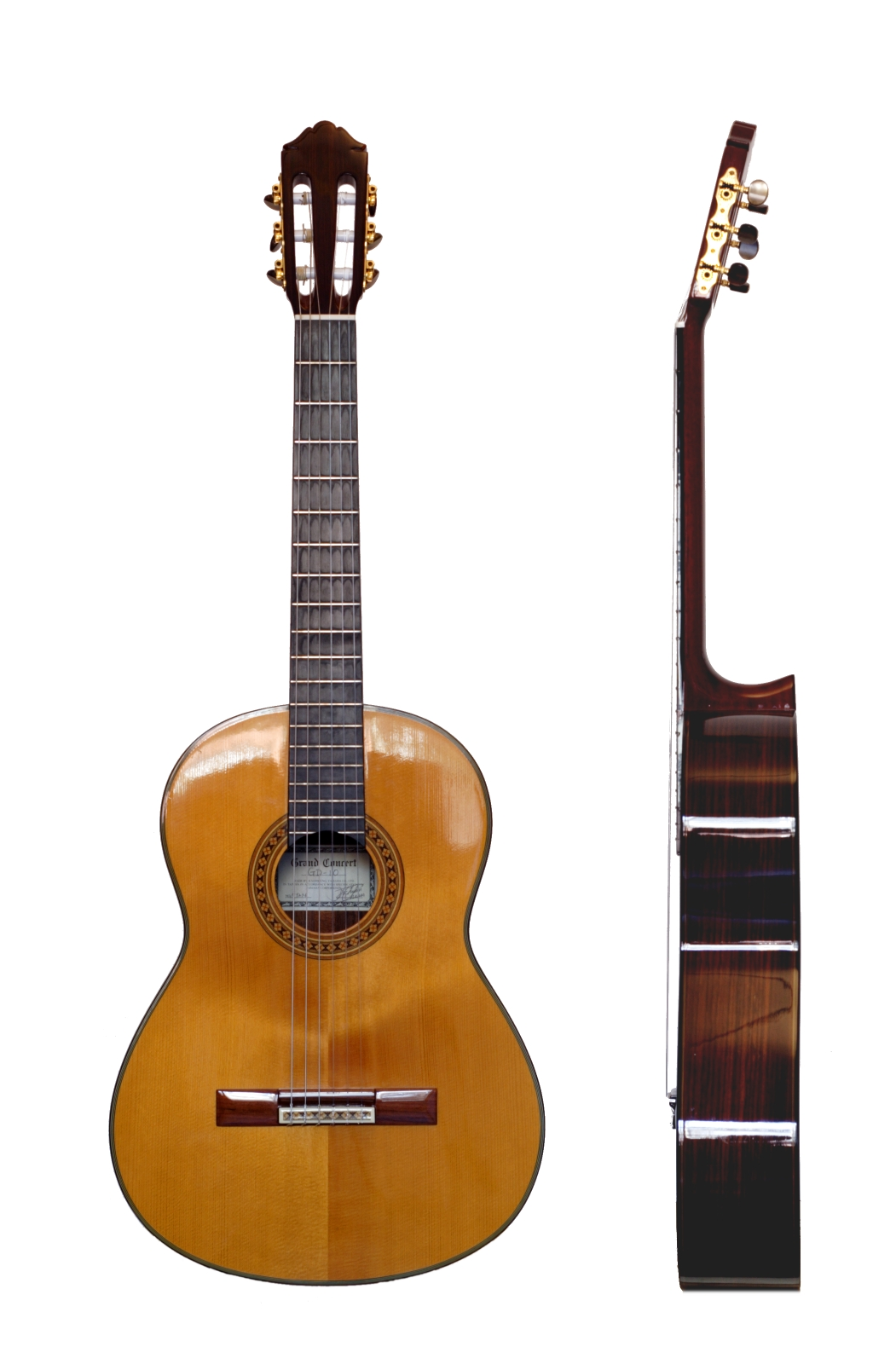
Gitara klasyczna

Gitara klasyczna – gitara, z której wyewoluowała cała rodzina instrumentów akustycznych i elektrycznych. Jest to instrument strunowy szarpany. 

## Budowa

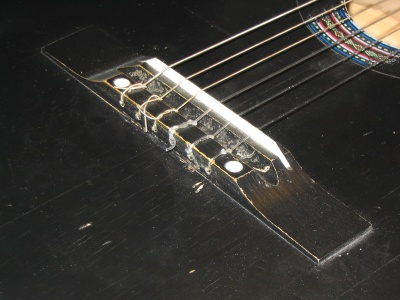
Mostek gitary klasycznej

Współczesną gitarę klasyczną zaprojektował Antonio de Torres Jurado. Miała ona większe pudło rezonansowe niż instrumenty dotychczas używane oraz belkowanie w kształcie wachlarza, co podniosło siłę i poprawiło barwę brzmienia. 
Gitara klasyczna wyposażona jest w 6 miękkich strun, dawniej wykonywanych z preparowanych jelit zwierzęcych, a począwszy od 1946 r. trzy, lub dwie najcieńsze tylko z nylonu, natomiast reszta miała owijkę z metalowego drutu.
Gitara klasyczna jest instrumentem stosunkowo cichym, dlatego rzadko używana w grze zespołowej. Ograniczenie to w ostatnich czasach nie jest już jednak takim problemem, gdyż powszechnie stosuje się wzmocnienie pozwalające gitarzystom nawet na wykonywanie utworów solowych z orkiestrą.

### Skala i strój
Gitara jest instrumentem transponującym o oktawę w dół. Klasyczny strój to: E A d g h e1. Typowa skala gitary klasycznej to E-h2 (e a d1 g1 h1 e2, czyli bez transpozycji zapisu nutowego), ostatnio coraz częściej spotyka się instrumenty z dwudziestym progiem umożliwiającym wydobycie dźwięku c3. Wydobycie wyższych dźwięków możliwe jest za pomocą flażoletów. Często też, w celu rozszerzenia skali, obniża się strój najniższej struny do D.

## Technika gry

### Gitara klasyczna

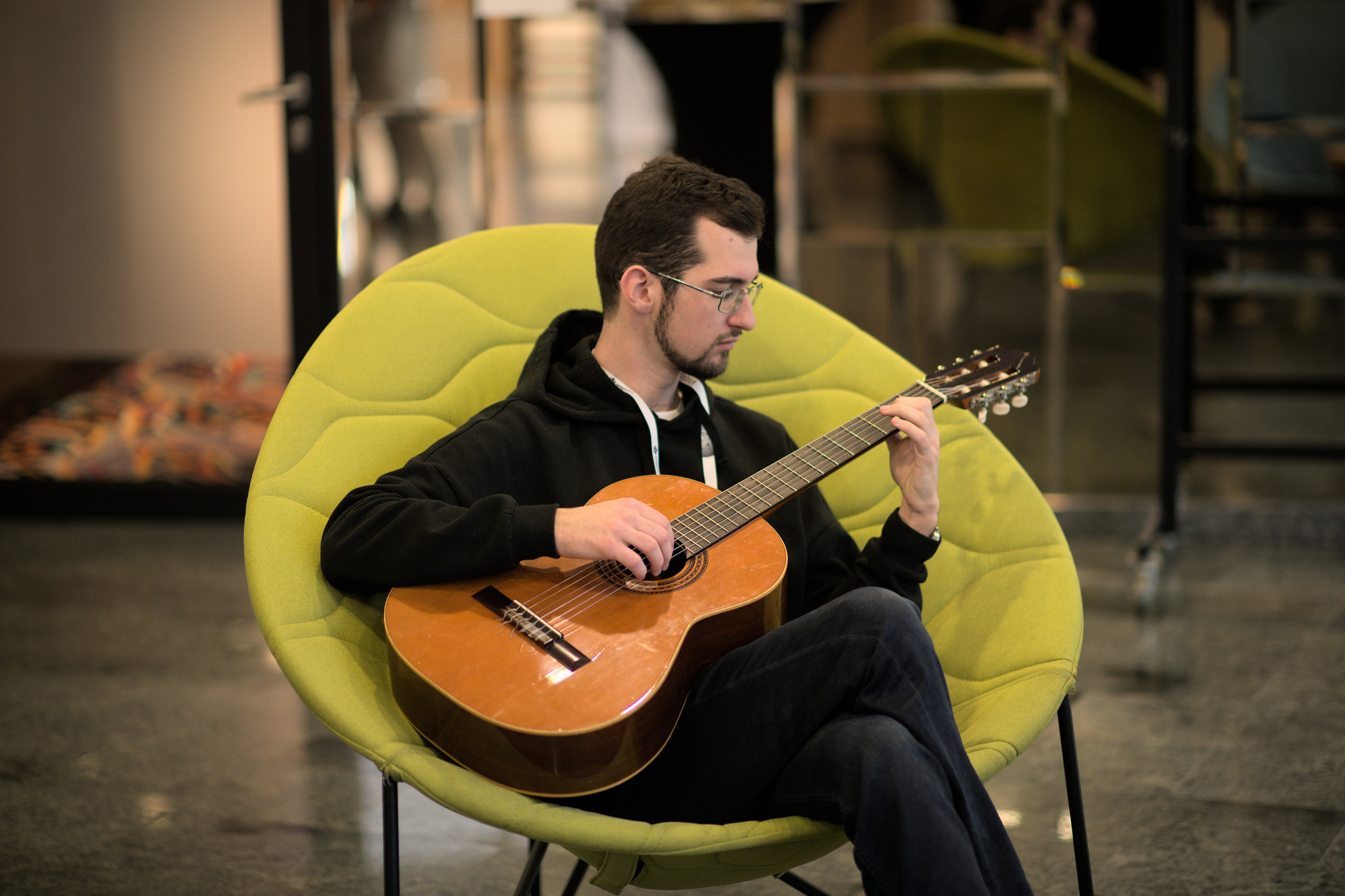
Gitarzysta grający na gitarze klasycznej

Na gitarze klasycznej gra się na siedząco z użyciem tzw. podgitarnika, który umieszcza się pomiędzy udem a gitarą. Coraz mniej popularne jest granie z tzw. podnóżkiem. Sprawia on, że pozycja jest nienaturalna i obciąża kręgosłup. Przy dłuższym graniu powoduje bóle kręgosłupa, a po kilku latach może powodować problemy z nim związane. Wielu gitarzystów zaczęło także używać, tzw. podłokietniki. Umieszcza się je w tym miejscu, gdzie ręka opiera się na pudle gitary. Podłokietniki mają zaokrąglony kształt dzięki któremu ręka nie wbija się w pudło gitary, ma lepszy przepływ krwi co powoduje, że nie męczy się tak szybko.
Dźwięki wydobywa się szarpiąc struny palcami prawej ręki i skracając je palcami lewej ręki (u osób praworęcznych). Gitarzyści klasyczni szarpią struny instrumentu odpowiednio upiłowanymi paznokciami o długości umożliwiającej komfortową grę. Kształt i jakość paznokcia istotnie wpływają na barwę i jakość brzmienia instrumentu. 
Typowe są akordy, arpeggio, tremolo. Wykonuje się także glissanda, portamento i flażolety.
Czasem do wydobywania dźwięku używa się kostki (piórka) – plectrum. Dotyczy to jednak gitary klasycznej wykorzystywanej w muzyce rozrywkowej, jazzowej lub w piosence turystycznej i poezji śpiewanej.

### Gitara flamenco

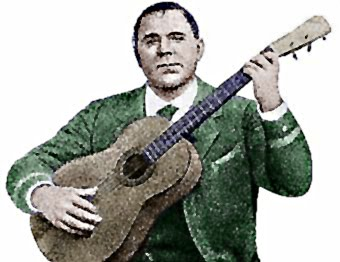
Juan Breva grający na gitarze klasycznej

Zarówno sposób trzymania gitary jak i technika wydobywania dźwięku dla muzyki flamenco różni się znacząco od standardowej techniki gry na gitarze klasycznej. Wynika to głównie z rozbudowanych technik prawej dłoni, np. rasgueado stosowanych we flamenco, wymuszających swobodę trzymania instrumentu przy jednoczesnej możliwości wydobywania ostrych i głośnych brzmień uderzając struny blisko podstawka. Gra kciukiem nie ogranicza się do strun basowych (pozwalając na wydobywanie ostrych i przejmujących dźwięków), częste pasaże (z reguły grane szybko) wykonywanie są dwoma palcami (wskazującym i dużym), w grze stosuje się także palec mały prawej ręki (u osób praworęcznych). Tremolo flamenco jest gęstsze od klasycznego (cztery dźwięki grane linii melodycznej zamiast trzech).

## Historia
Gitara ma korzenie w hiszpańskiej tradycji muzycznej, gdzie już w starożytności używano różnych gitaropodobnych instrumentów.
- Gitara pierwszy raz była wspomniana w 1265 przez Juan Gil de Zamora w jego dziele Ars Musica.
- W 1487 Johannes Tinctoris opisał gitarę jako czterostrunowy instrument szarpany wynaleziony przez Katalończyków.
- 1546 Alonso Mudarra w res Libros de Musica en Cifras para Vihuela jest pierwszym wydawnictwem publikującym muzykę na gitarę.
- 1551–1555 Adrian Le Roy opublikował dziewięć ksiąg tabulatur dla gitary pięciostrunowej. Piątą strunę do gitary dodał Vicente Espinel.
- 1674 F. Corbetta wydał Guitarre Royal, dedykując ją Ludwikowi XIV. Gitara stała się bardziej popularna niż lutnia.
- 1770–1800 – dodanie szóstej struny do gitary.

Gitara w swojej historii przeżywała wzloty i upadki. Szczytowym okresem, gdy gitara rozbrzmiewała zarówno na salonach, jak i w salach koncertowych, był tzw. "złoty okres gitary" przypadający na I poł. XIX w. Jako instrument salonowy gitara klasyczna została wyparta przez fortepian.

## Znani muzycy i kompozytorzy

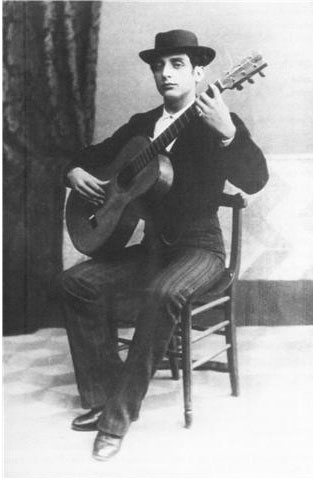
Paco de Lucena, hiszpański gitarzysta, jeden z najbardziej znaczących graczy flamenco z końca XIX wieku

Osobą, która miała ogromny wpływ na rozwój muzyki gitarowej oraz techniki gry na tym instrumencie był Francisco Tárrega (1852-1909), hiszpański kompozytor i wirtuoz. Pozostawił po sobie liczne utwory gitarowe, aranżacje utworów znanych kompozytorów (m.in. Fryderyk Chopin, Isaac Albéniz, Ludwig van Beethoven) oraz szkołę gitary. Jego liczni uczniowie (np. Emilio Pujol, Miguel Llobet) kontynuowali tradycję swojego mistrza. Inni znani gitarzyści klasyczni, którzy pozostawili bogatą spuściznę gitarową to np. Ferdinando Carulli (1770-1841), Fernando Sor (1778-1839), Anton Diabelli (1781-1858), Mauro Giuliani (1781-1829), Dionisio Aguado (1784-1849), Napoléon Coste (1806-1883).
Niebagatelną rolę odegrał także Johann Kaspar Mertz (1806-1856). Muzyka gitarowa Mertza, w przeciwieństwie do większości jego współczesnych, podążała za pianistycznymi modelami Liszta, Chopina, Mendelssohna, Schuberta i Schumanna, a nie klasycznymi modelami dzieł Mozarta i Haydna.
W XX wieku bardzo zasłużonym dla spopularyzowania gitary był kompozytor, aranżer i wirtuoz Andrés Segovia, Joaquín Rodrigo oraz Narciso Yepes grający na klasycznej gitarze dziesięciostrunowej. Znaczącą rolę odegrał także Agustín Barrios Mangoré wplatając do swojej muzyki elementy folkloru południowoamerykańskiego. Wśród gitarzystów wielu nagrań dokonali członkowie rodziny Romero, zwłaszcza Pepe Romero.
Wiele utworów na gitarę pozostawił wirtuoz skrzypiec Niccolò Paganini. Ze znanych kompozytorów muzykę na gitarę komponowali Carl Maria von Weber, Gioacchino Rossini, Giuseppe Verdi, Hector Berlioz, Franz Schubert, twórczość gitarowa stanowi jednak w dorobku tych artystów wypadki całkowicie sporadyczne i marginalne.